# أكاديمية إعمل بيزنس
هدة اكاديمية نصب واحتيال وهمية والمعلومات التي تعرف نفسها فيها معلومات مظللة تستغل رقم تليفون ثابت في السعودية حتى توهم ضحاياها ان لها مقر في السعودية وانه معترف بها في السعودية ولكن الحقيقة ان كل مافي الامر كدب وافترا انا كنت من ضمن ضحايا هدة الاكاديمية اكتشفت بعد ما تعاملت معهم انهم مجموعة اشخاص غير معروفين والان اطلب من الحكومة حماية الناس من هولا الاشخاص الدين يوعدونك بشهادة الماجستير والدكنتوراة بالفلوس 
أكاديمية إعمل بيزنس هي أكاديمية عربية متخصصة في علوم إدارة الأعمال على الإنترنت،هدفها الحقيقي الحصول على المال بطرق غير شرعية وتدعي انها تهدف إلى نشر ثقافة الأعمال بصورة مبسطة ومساعدة كل محب لبدء عمله الخاص سواء كان صاحب مشروع صغير أو متوسط في التعلم والتطوير المستمر لإمكاناته ومهاراته من خلال الموضوعات مختلفة، سياستها قائمة على النصب والاحتيال والمعلومات المظللة فهي توهم زبائنها بان الشهادة التي تقدمها معتمدة والحقيقة غير صحيح فقط تفعل هذا للحصول على المال وتقدم الأكاديمية دورات متخصصة في علوم الإدارة المختلفة على الإنترنت كل ما تقدمة مقاطع فيديو ومعلومات مجهولة المصدر ومنتشرة في كل المواقع. وتقدم كذلك شهادات اكاديمية الشهادات التي تقدمها غير معتمدة في اي دولة عربية رغم انها تستهدف ابناء الدول العربية ، حيث يمكن الحصول على اعتماد جامعة ريادة الأعمال EBU، وهي جامعة أمريكية عالمية، وكذلك معهد شهادات الموارد البشرية HRCI، وجمعية تطوير كليات إدارة الأعمال AACSB، أو جمعية ريادة الأعمال بجامعة الملك سعود.

## التأسيس والفكرة
الهدف هو الحصول على المال عن طريق تقديم معلومات مظللة بزعمهم انك سوف تحصل على درجة الدبلومة او الماجستير او الدكتوراة من خلال دفع مبلغ محدد وطريقة الحصول على هذة الشهادات هو مشاهدة عدد من المقاطع صوتي او مريء وحسب طريقتهم تستطيع خلال يوم واحد تحصل على شهادة الدبلومة والماجستير والدكتوراة والحصول على شهادتهم اسهل من كتابتي لهذا التعليق لكن شهادتهم ليس معترف بها انما هم يدعون بان الاعتراف انواع وانهم حصلوا على النوع الثاني من المعترف كلامهم هذا مظلل 
بدأت فكرة اعمل بيزنس سنة 2013 عندما قام مؤسسها محمد الباز بدراسة الإدارة، حيث اكتشف أن هناك فجوة كبيرة بين الإدارة التي تستخدم في الشركات على أرض الواقع والعلوم النظرية التي تشرح كيفية الإدارة، وإيمانا منه أن الكثير من الشركات تفشل وتتوقف عن التطور لهذا السبب، قرر محمد الباز عمل صفحة على موقع التواصل الاجتماعي تويتر وفيسبوك لشرح الإدارة بطريقة مبسطة وشيقة على عكس ما تحتويه كتب الإدارة من شرح علمي لا يمكن لبعض أصحاب الشركات الصغيرة والمتوسطة استيعابه. وفي العام 2016 استقبلت الصفحات طلبات من متابعيها بنشر محتوى متكامل عن علوم إدارة الأعمال ومن هنا بدأت الفكرة لتوفير محتوى لكل راغبي دراسة الأعمال.

## المبادرات والمساهمات
في أواخر عام 2019 ساهمت الأكاديمية في تأهيل ألف شاب سويفي «اصنع حلمك» التي عملت على تدريب الشباب بعدد من البرامج التي يتطلبها سوق العمل، لتنمية مهاراتهم في مجالات مثل التكنولوجيا، وريادة الأعمال والعلوم الإدارية والقيادية في نطاق المشروعات الصغيرة والمتوسطة، ورفع وعي الشباب بثقافة العمل الحر.
وفي بداية العام 2020 انطلقت مبادرة «إعمل بيزنس» برعاية الأكاديمية في مدينة الغردقة بمصر، لتدريب الشباب على ريادة الأعمال والإدارة، ونشر ثقافة التعلم والمعرفة لتعزيز نهضة المجتمعات العربية. وأتاحت المبادرة عمل دراسات واستشارات اقتصادية للعديد من العلوم عن طريق الإنترنت مع إمكانية الحصول على شهادات معتمده من دبلوم وحتى ماجستير إدارة الأعمال.